# Полин пониклий
Полин пониклий (Artemisia nutans) — вид рослин із родини айстрових (Asteraceae).

## Біоморфологічна характеристика
Багаторічна рослина 15–60 см заввишки. Запушення густе, біле, павутинно-волохате. Листки двічі-тричі перисторозсічені, з ланцетно-яйцеподібними сегментами, 1—5 × ≈ 1 мм. Суцвіття із пониклими гілками. Квітки червоні, кошики з еліптичними обгортками, 3—3.5 мм завдовжки і ≈ 2 мм ушир. Період цвітіння: вересень і жовтень.

## Середовище проживання
Зростає на території від сходу України до заходу Сибіру.
В Україні зростає на крейдяних оголеннях — у Лівобережному Степу, Донецькому Лісостепу, спорадично.